# Provincia Kastamonu
Provincia Kastamonu este o provincie a Turciei cu o suprafață de 13,108 km², localizată în partea de nord a țării, în regiunea Mării Negre.

## Districte
Adana este divizată în 20 districte (capitala districtului este subliniată): 
| - Abana - Ağlı - Araç - Azdavay - Bozkurt - Çatalzeytin - Cide - Daday - Devrekani - Doğanyurt | - Hanönü - İhsangazi - İnebolu - Kastamonu - Küre - Pınarbașı - Șenpazar - Seydiler - Tașköprü - Tosya |